# Den underbara vägen
”Den underbara vägen” är en klassisk svensk kristen antologi med utdrag ur en mängd mystika texter, utgiven på Artos förlag första gången 1985. Den har därefter utgivits i en mängd nya upplagor och blivit vida spridd och läst. 
”Den underbara vägen” innehåller utdrag ur följande böcker: 
- Arndt, Johann: ”Om den inre människan” (”Den sanna kristendomen”, bok 3)
- Broder Lorens: ”Om konsten att leva i Guds närvaro”
- Cardenal, Ernesto: ”En bok om kärleken”
- Caussade de, Jean-Pierre: ”Överlåtelsen åt Guds försyn”
- Colliander, Tito: ”Asketernas väg”
- Ekström, Hjalmar: ”Den fördolda verkstaden”, ”Den stilla kammaren”
- Fénelon: ”Kristliga råd och betraktelser”
- Fogelklou, Emilia: ”William Penn”
- Guyon, Jeanne Marie (Madame.): ”Bönen”
- Johannes av Korset: ”Bestigningen av Berget Karmel”, ”Levande kärlekslåga”
- Kelly, Thomas R. : ”Det inre ljuset”
- Kempis, Thomas: ”Kristi efterföljelse”
- Ljungman, Ulrika: ”Gud – och intet mer”
- Loyola, Ignatius: ”Andliga Övningar”
- Louvigni, J. de Bernieres: ”Fördolda livet”
- Macarios av Optino: ”Spiritual Direction”, ”Willits”
- Merton, Thomas: ”Vägen till kontemplation”
- Anonym författare: ”Molnet, Icke-vetandets moln”
- Mäster Eckehart: ”Undervisande tal”
- Rosenius, C.O.: ”Betraktelser för var dag”, ”Hvilostunder”, ”Jag hör hans röst” (del 1)
- Sadhu Sundar Sing: ”Om mästarens möte”
- Stinissen, Wilfrid: ”Den inre bönens väg”
- Tersteegen, Gerhard: ”En själasörjares brev”
- Ware, Kallistos: ”Den helige Ande i den kristnes personliga liv”
- Flera författare: ”Ökenfädernas tänkespråk”